# Rheumaptera fuegata
Rheumaptera fuegata is een vlinder uit de familie van de spanners (Geometridae). De wetenschappelijke naam van de soort is als Eucosmia fuegata voor het eerst geldig gepubliceerd in 1898 door Otto Staudinger.